# Reanimedia
Reanimedia (Реанимедиа) — дистрибьютор аниме и манги в России, Белоруссии, Казахстане и странах Балтии, работающий в сотрудничестве с Reanimedia Japan. Компания была основана в середине 2007 года, а в начале 2008 года были выпущены два первых диска: «Магазинчик ужасов» и «Пять сантиметров в секунду». С 2011 до 2020 не занимались выпуском аниме сериалов, перейдя полностью на издание фильмов. Первым сериалом после долгого перерыва стал «Бездомный бог». 
Основной задачей компании декларируется «выпуск изданий аниме, приближенных по качеству изображения, упаковки и дополнительных материалов к японским отраслевым стандартам качества».
Независимые рецензенты высоко оценивают качество дубляжа и оформления дисков.

## История
Компания Reanimedia была основана в 2007 году как наследник компании XL Media. 22 октября 2007 года компания объявила о планах приобрести XL Media. Объединение компаний планировалось завершить к февралю 2008 года, но 6 мая 2008 года Reanimedia сообщила, что сделка о приобретении XL Media расторгнута «в связи с непреодолимыми разногласиями сторон». XL Media была приобретена третьей стороной, а работники, ранее перешедшие из неё в Reanimedia, не перешли назад. В том числе частью Reanimedia в 2007 году стала студия дубляжа, созданная в 2005 году для озвучивания OVA «Тристия».
С 2011 по 2014 компанией был организован ежегодный фестиваль «Реанифест», в рамках которого в более чем 60-ти кинотеатрах России и СНГ были показаны 30 полнометражных анимационных фильмов и фильмов
4 июня 2015 года на киноэкранах России стартовал показ «Наруто: Последний фильм» с озвучкой от Reanimedia. Следом в конце 2015 года фильм поступил в продажу на DVD и Blu-Ray.
7 сентября в кинотеатрах стартовал показ аниме-фильма «Гамба в 3D», дубляж был выполнен «Студией дубляжа» по заказу Cinema Prestige.

## Сотрудники
- Олег Шевченко — генеральный директор
- Хигаси Ёсида — директор по международным связям
- Артём Толстобров — линейный директор
- Степан Шашкин — генеральный продюсер
- Александр Фильченко — режиссёр дубляжа
- Андрей Петров — директор по связям с медиа
- Валерий Корнеев — арт-директор
- Ольга Демидова — PR-менеджер
- Николай Караев — переводчик с японского
- Лидия Куликова — главный редактор
- Николай Новицкий — менеджер
- Елена Кочанова — менеджер

## Список работ

### Список аниме-лицензий
- 2007 год
  - «Магазинчик ужасов» («Pet Shop of Horrors»)[12]
  - «Меланхолия Харухи Судзумии» («Suzumiya Haruhi no Yūutsu»)[13]
  - «Девочка, покорившая время» («Toki o Kakeru Shōjo»)[14]
  - «Пять сантиметров в секунду» («Byōsoku Go Senchimētoru»)[15]
- 2008 год
  - «Дайбастер: дотянись до неба — 2!» («Toppu o Nerae Tsū! 2»)[16]
  - «Гуррен-Лаганн» («Tengen Toppa Gurrenn-Lagann»)
  - «Союз Серокрылых» («Haibane Renmei»)[17][18]
- 2009 год
  - «Волчица и пряности» («Ookami to Koushinryou»)[19]
  - «Возвращение Кота в сапогах» («Nagagutsu Sanjuushi») — совместно с Cinema Prestige
  - «Корабль-призрак» («Sora Tobu Yureisen») — совместно с Cinema Prestige
  - «Али-Баба и сорок разбойников» («Alibaba to Yonjubiki no Tozuku») — совместно с Cinema Prestige
  - «Остров сокровищ» («Dobutsu Takarajima») — совместно с Cinema Prestige
  - «Таро, сын дракона» («Tatsu no Ko Tarou») — совместно с Cinema Prestige
- 2010 год
  - «Приключения Гулливера» («Gulliver no Uchuu Ryokou») — совместно с Cinema Prestige
  - «Меланхолия Харухи Судзумии. Второй сезон» (2009) («Suzumiya Haruhi no Yūutsu»)[20]
  - «Исчезновение Харухи Судзумии» («Suzumiya Haruhi no Shōshitsu»)[20]
  - «Принцесса Мононоке» («Mononoke Hime») — совместно с RUSCICO
- 2011 год
  - «Евангелион 1.11: ты (не) один» («Evangelion: 1.11 You Are [Not] Alone») — совместно с Мега-Аниме
  - «Ловцы забытых голосов» («Hoshi o Ou Kodomo»)[21]
- 2012 год
  - серия фильмов «Берсерк» («Berserk the Movie: Ougon Jidai-Hen»)[2]
  - «BLOOD-C: последний Тёмный» («Gekijōban BLOOD-C: The Last Dark»)[22][23]
  - «Буквоежка» («Gekijōban Bungaku Shōjo»)[22]
  - «Письмо для Момо» («Momo e no Tegami»)[22]
  - «Со склонов Кокурико» («Kokuriko-Zaka Kara») — совместно с RUSCICO
- 2013 год
  - «Волчьи дети Амэ и Юки» («Ookami kodomo no Ame to Yuki»)
  - «Летние войны» («Summer Wars»)
  - «Евангелион 2.22: ты (не) пройдёшь» («Evangelion: 2.22 You Can [Not] Advance»)
  - «Евангелион 3.33: ты (не) исправишь» («Evangelion: 3.33 You Can [Not] Redo»)
  - «Сад изящных слов» («Kotonoha no Niwa»)[24]
  - «За облаками («Kumo no mukô, yakusoku no basho»)
  - «Голос далёкой звезды» «(Hoshi no koe»)
- 2014 год
  - «Патэма наоборот» («Sakasama no Patema»)[25]
  - «Paradise Kiss» («Paradise Kiss») — совместно с Мега-Аниме
  - «Rozen Maiden» («Rozen Maiden») — совместно с Мега-Аниме
  - «Ветер крепчает» («Kaze Tachinu») — совместно с Централ Партнершип и All Media
  - «Чебурашка» («Cheburashka»)
- 2015 год
  - «Наруто: Последний фильм» («The Last: Naruto The Movie») — совместно с All Media
  - «Наруто: Кровавая тюрьма» («Naruto: Shippuuden Movie 5 - Blood Prison») — совместно с All Media
  - «Наруто: Жаркий экзамен на тюнина: Наруто против Конохамару» («Naruto: Honoo no Chuunin Shiken! Naruto vs. Konohamaru!!») — совместно с All Media
  - «Наруто: Путь ниндзя» («Naruto: Shippuuden Movie 6 - Road to Ninja») — совместно с All Media
- 2016 год
  - «Ganba Bouken Tachi» («Гамба») — озвучивание[26]
  - «Форма голоса» («Koe no Katachi») — озвучивание
- 2018 год
  - «Девушки и танки: Финал» («Girls & Panzer: Saishuushou») — совместно с  Capella film[27]
  - «Укрась прощальное утро цветами обещания» («Sayonara no Asa ni Yakusoku no Hana wo Kazarou») — совместно с  Capella film[28]
  - «Ученик чудовища» («Bakemono no Ko») — совместно с Cinema Prestige
  - «Наруто: Потерянная Башня» («Naruto Shippuden the Movie: The Lost Tower») — совместно с All Media

### Список печатных лицензий
- 2009 год
  - «Пять сантиметров в секунду» («Byōsoku Go Senchimētoru»)[29]
  - «Волчица и пряности» («Ookami to Koushinryou»)[19] — совместно с «Истари комикс»
  - «Девочка, покорившая время» («Toki o Kakeru Shōjo») — совместно с «Истари комикс»
- 2019 год
  - «Созданный в бездне» («Made in Abyss»)
- 2020 год
  - «Последнее путешествие девочек»  («Shoujo Shuumatsu Ryokou»)
  - «Научное доказательство любви» («Rikei ga Koi ni Ochita no de Shōmei Shite Mita»)
- 2021 год
  - «Beastars. Выдающиеся звери»
  - «Воскресенье без Бога» («Kami-sama no Inai Nichiyōbi»)
  - «Ворону не к лицу кимоно»
  - «Илья Кувшинов: Momentary» — артбук
- 2022 год
  - «Gangsta»
  - «Путь домохозяина» («Gokushufudō»)
  - «Фанатка»
  - «Ворон хозяина не выбирает»
  - «Золотой ворон»
  - «Одинокий замок в зазеркалье»